# Conductividad molar

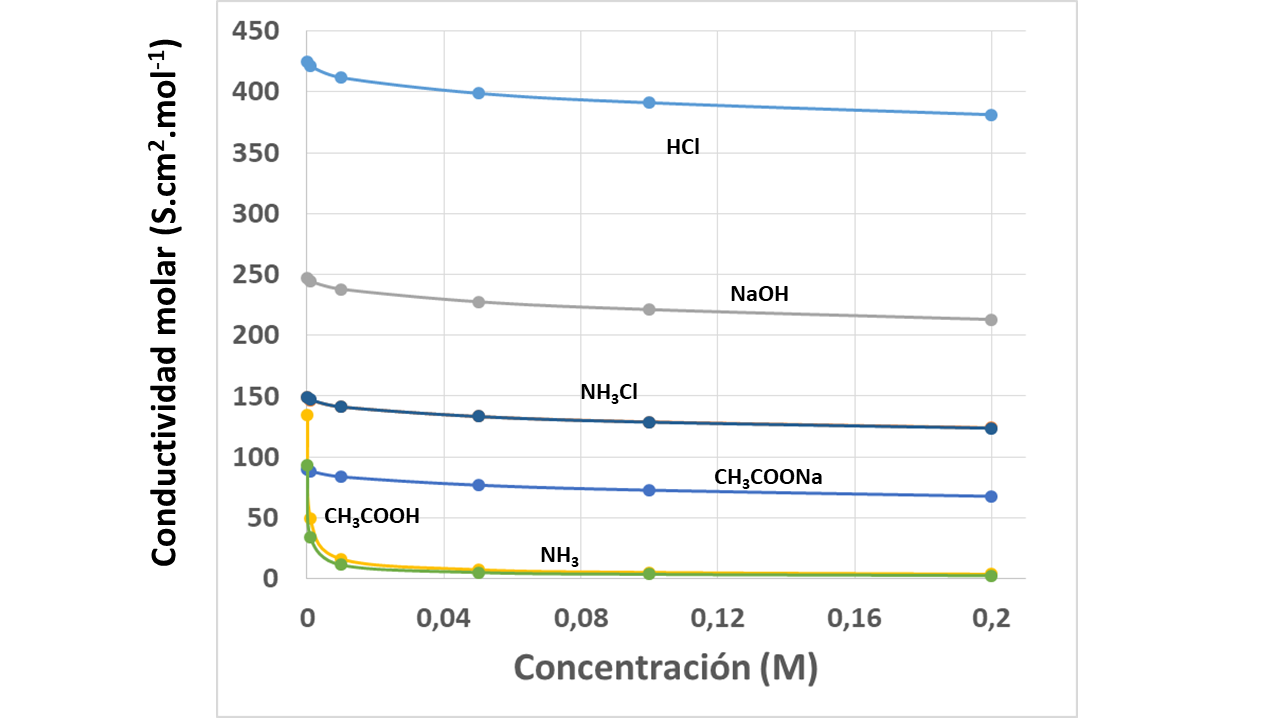
Conductividad molar para disoluciones de diferentes electrólitos

La conductividad molar {\displaystyle \Lambda _{\rm {m}}} es la conductividad eléctrica de un electrolito basada en la concentración o molaridad de iones. Debido a que algunos iones conducen la electricidad mejor que otros, dependiendo de su naturaleza química, la conductividad molar en soluciones acuosas es característica de cada tipo de ion y directamente proporcional a las tasas de migración de los iones durante la elecrólisis.

## Definición
Experimentalmente, mediante los dispositivos adecuados es posible determinar la conductividad  específica, {\displaystyle \kappa } , de las disoluciones. Esta conductividad depende del electrólito que se encuentra en la disolución y de su concentración, por lo que, para poder comparar la conductividad entre diferentes solutos electrolíticos, Friedrich Kohlraush,  físico alemán que investigó las propiedades conductoras de los electrolitos, propuso utilizar, lo que en su momento se denominó como conductividad equivalente, Λ, y que matemáticamente definió como:

{\displaystyle {\mathit {\Lambda }}={\frac {\kappa }{c}}}

donde c es la concentración del electrólito, expresada en equivalente-gramo por cm3  y {\displaystyle \kappa }, conductividad  específica, que se expresa en siemens por cm (S.cm-1) , por lo que las unidades de la conductividad equivalente vendrán dadas en S.cm2.equiv-1. Esta magnitud es relativamente independiente de la concentración del electrólito, sobre todo si la disolución no está muy diluida. 
El empleo del equivalente-gramo está, prácticamente, caído en desuso entre los químicos, por lo que en la actualidad se emplea el mol como unidad de materia química. No obstante, la expresión matemática sigue siendo válida. Solamente, hay que considerar que c es la concentración del electrólito, expresada en moles por cm3 .  En este caso, la conductividad molar, estaría expresada mediante las unidades S.cm2.mol-1, que son las unidades habituales utilizadas en la práctica, aunque en el Sistema Internacional de medidas, (SI), lo correcto sería expresar  la conductividad molar en {\displaystyle \mathrm {S} } {\displaystyle \cdot } {\displaystyle \mathrm {m} ^{2}} {\displaystyle \cdot } {\displaystyle \mathrm {mol} ^{-1}} o en términos de las unidades base del SI, en {\displaystyle \mathrm {kg} ^{-1}} {\displaystyle \cdot } {\displaystyle \mathrm {s} ^{3}} {\displaystyle \cdot } {\displaystyle \mathrm {A} ^{2}} {\displaystyle \cdot } {\displaystyle \mathrm {mol} ^{-1}}. Esta magnitud que depende de cada electrolito y del disolvente empleado. Puesto que las unidades de concentración de las disoluciones químicas suelen darse referidas al litro de disolución (1000 cm3), la ecuación anterior se puede sustituir por: 
{\displaystyle \Lambda ={\frac {1000\cdot \kappa }{M}}}
donde M es la molaridad, es decir, el número de moles de soluto por litro de disolución, lo que permite el cálculo de la conductividad molar de una forma sencilla y rápida.  

### Ejemplo
La conductividad, {\displaystyle \kappa }, de una disolución acuosa de KCl de concentración molar igual a 1,00 {\displaystyle \mathrm {mol} } {\displaystyle \cdot } {\displaystyle \mathrm {dm} ^{-3}} a 25 °C y 1 atm es 0,112  {\displaystyle \mathrm {S} } {\displaystyle \cdot } {\displaystyle \mathrm {cm} ^{-1}}. Calcular la conductividad molar del KCl en esta disolución.
Solución:
Un dm3 equivale a un litro o a 1000 cm3, por lo que 1,00 {\displaystyle \mathrm {mol} } {\displaystyle \cdot } {\displaystyle \mathrm {dm} ^{-3}} es lo mismo que 1,00 moles/L, es decir, que la disolución de KCl es 1,00 M. Sustituyendo todo ello en la expresión matemática queda que la conductividad molar de la disolución es:
{\displaystyle \Lambda ={\frac {1000\cdot 0,112}{1}}{\frac {cm^{3}\cdot S\cdot cm^{-1}}{mol}}=112\ S\cdot cm^{2}\cdot mol^{-1}}

## Conductividad molar a dilución infinita
El valor de Λ extrapolado a concentración cero se denomina conductividad molar a dilución infinita o también, conductividad molar límite. Se trata del valor de la conductividad molar cuando {\displaystyle c\to 0}. Para electrolitos fuertes (totalmente disociados) se obtiene por extrapolación a cero de la conductividad molar cuando se representa frente a la raíz cuadrada de la concentración (ley de Kohlrausch). 

{\displaystyle {\mathit {\Lambda }}={\mathit {\Lambda }}^{\infty }+K{\sqrt {c}}}

Siendo {\displaystyle {\mathit {\Lambda }}^{\infty }} la conductividad molar a dilución infinita, {\displaystyle K} una constante empírica y {\displaystyle c} la concentración del electrolito. 
Si es un electrolito débil, se aplica la ley de dilución de Ostwald:

{\displaystyle {\frac {1}{\mathit {\Lambda }}}={\frac {1}{{\mathit {\Lambda }}^{\infty }}}+{\frac {c}{K_{c}}}{\frac {\mathit {\Lambda }}{({\mathit {\Lambda }}^{\infty })^{2}}}}

donde {\displaystyle K_{c}} es la constante de equilibro en concentraciones.

## Valores numéricos
Conductividad límite molar de iones 25 °C en agua destilada.
| Catión    | Λ0+(S·cm²mol−1) | Anión         | Λ0−(S·cm²mol−1) |
| --------- | --------------- | ------------- | --------------- |
| H+        | 349,8           | OH−           | 198,6           |
| Li+       | 38,7            | F−            | 55,4            |
| Na+       | 50,1            | Cl−           | 76,4            |
| K+        | 73,5            | Br−           | 78,1            |
| Rb+       | 77,8            | I−            | 76,8            |
| Cs+       | 77.3            | NO3−          | 71,5            |
| Ag+       | 61,9            | ClO3−         | 64,6            |
| NH4+      | 73,4            | ClO4−         | 67,4            |
| N(C2H5)4+ | 32,4            | HCO3−         | 44,5            |
| 1/2 Mg2+  | 53,1            | HCOO−         | 54,6            |
| 1/2 Ca2+  | 59,5            | CH3COO−       | 40,9            |
| 1/2 Ba2+  | 63,6            | 1/2 SO42−     | 80,0            |
| 1/2 Cu2+  | 53,6            | 1/2 CO32−     | 69,3            |
| 1/3 La3+  | 69,7            | 1/3 Fe(CN)63− | 100,9           |
| 1/3 Ce3+  | 69,8            | 1/2 (C2O4)2−  | 74,2            |